# سد نامايجاوا
سد نامايجاوا هو سد صخري يقع في محافظة ياماجاتا في اليابان. يستخدم السد للري. تبلغ مساحة مستجمعات المياه في السد 10.8 كيلومتر مربع. يحجز السد حوالي 22 هكتارًا من الأرض عندما يمتلئ ويمكنه تخزين 2650 ألف متر مكعب من المياه. بدأ بناء السد في عام 1979 واكتمل في عام 1992. 